# Jarosław Wiśniewski
Jarosław Antoni Wiśniewski – polski matematyk, profesor nauk matematycznych. Specjalizuje się w geometrii algebraicznej. Profesor zwyczajny w Instytucie Matematyki Wydziału Matematyki, Informatyki i Mechaniki Uniwersytetu Warszawskiego. 

## Życiorys
Studia matematyczne ukończył na Uniwersytecie Warszawskim w 1984, gdzie następnie został zatrudniony i zdobywał kolejne awanse akademickie. Stopień doktorski uzyskał w 1987 na amerykańskim Notre Dame University. Habilitował się w 1995 na podstawie oceny dorobku naukowego i rozprawy pt. Ściągnięcia gładkich rozmaitości zespolonych i ich zastosowania do klasyfikacji rozmaitości Fano. Tytuł naukowy profesora nauk matematycznych otrzymał w 2001. Członek Polskiego Towarzystwa Matematycznego.
Swoje prace publikował w takich czasopismach jak m.in. „Journal of the European Mathematical Society”, „Journal of the Mathematical Society of Japan”, „Inventiones Mathematicae”, „Compositio Mathematica” oraz „Mathematische Annalen”.
Laureat Nagrody im. Kazimierza Kuratowskiego (1990). 
W 2020 r. został członkiem korespondentem PAN.
W 2024 r. otrzymał Medal im. Wacława Sierpińskiego.